# Top Internet Hits Russia Weekly Chart
La Top Internet Hits Russia Weekly Chart (oppure Top All Internet Hits Russia Weekly Chart) è la classifica dei brani musicali più venduti e riprodotti in streaming in Russia, lanciata il 27 marzo 2025 e redatta settimanalmente da Tophit.
La classifica, contemplante i dati di riproduzione in streaming e di vendite digitali fornite da Apple Music, Deezer, iTunes, Odnoklassniki, Shazam, VK Muzyka, Yandex Music, YouTube Music e Zvuk, raggruppa le cento canzoni più popolari a livello nazionale nel paese europeo.

## Singoli al numero uno
| Settimana      | Artista                        | Brano  | Note   |
| -------------- | ------------------------------ | ------ | ------ |
| 27 marzo 2025  | GeeGun, Artik & Asti e Niletto | Chudi  | [ 2 ]  |
| 3 aprile 2025  | GeeGun, Artik & Asti e Niletto | Chudi  | [ 3 ]  |
| 10 aprile 2025 | GeeGun, Artik & Asti e Niletto | Chudi  | [ 4 ]  |
| 17 aprile 2025 | GeeGun, Artik & Asti e Niletto | Chudi  | [ 5 ]  |
| 24 aprile 2025 | GeeGun, Artik & Asti e Niletto | Chudi  | [ 6 ]  |
| 1º maggio 2025 | Ay Yola                        | Homay  | [ 7 ]  |
| 8 maggio 2025  | Ay Yola                        | Homay  | [ 8 ]  |
| 15 maggio 2025 | Ay Yola                        | Homay  | [ 9 ]  |
| 22 maggio 2025 | Ay Yola                        | Homay  | [ 10 ] |
| 29 maggio 2025 | Ay Yola                        | Homay  | [ 11 ] |
| 5 giugno 2025  | Ay Yola                        | Homay  | [ 12 ] |
| 12 giugno 2025 | Ay Yola                        | Homay  | [ 13 ] |
| 19 giugno 2025 | Bond s knopkoj                 | Kuchni | [ 14 ] |
| 26 giugno 2025 | Bond s knopkoj                 | Kuchni | [ 15 ] |
| 3 luglio 2025  | Bond s knopkoj                 | Kuchni | [ 16 ] |
| 10 luglio 2025 | Bond s knopkoj                 | Kuchni | [ 17 ] |
| 17 luglio 2025 | Bond s knopkoj                 | Kuchni | [ 18 ] |
| 24 luglio 2025 | Bond s knopkoj                 | Kuchni | [ 19 ] |
| 31 luglio 2025 | Ėndšpil'                       | 10     | [ 20 ] |
| 7 agosto 2025  | Bond s knopkoj                 | Kuchni | [ 21 ] |
| 14 agosto 2025 | Bond s knopkoj                 | Kuchni | [ 22 ] |